# Химна Белгије
Песма Брабана (фр. La Brabançonne) је државна химна Белгије. Химна има три верзије - на сва три званична језика Белгије (француски, холандски, немачки). По легенди, текст химне је написан септембра 1830. године, током Белгијске револуције, од стране младог револуционара Женевала. Химна је званично усвојена 1860. године.